# Église Saint-Étienne de Dio
Pour les articles homonymes, voir Église Saint-Étienne.
L'église Saint-Étienne de Dio est une église romane située à Dio-et-Valquières dans le département français de l'Hérault en région Occitanie.

## Localisation
L'église Saint-Étienne se situe à l'est du village de Dio, qui constitue la partie occidentale de la commune de  Dio-et-Valquières.

## Historique
L'église date du XIIe siècle : elle a été bâtie par les moines de l'abbaye de Psalmodi.
Elle a fait l'objet de modifications ultérieures, comme l'ajout de chapelles au XVe siècle ou la reconstruction de la nef à une époque tardive.
L'église fait l'objet d'une inscription au titre des monuments historiques depuis le 5 mai 1998.

## Architecture
À l'est, l'église présente un chevet semi-circulaire rythmé par de puissants contreforts et recouvert de lauzes.
À l'ouest se dresse un clocher-porche rectangulaire, également recouvert de lauzes, dont le portail occidental (appelé « Porte des Morts ») présente un décor en bichromie composé de triangles de basalte noir et de grès clair,.
Entre les deux prend place une longue nef de trois travées couverte de tuiles.